# Jakobsit
Jakobsit je manganov železov oksidni mineral iz spinelne skupine in tvori serijo trdnih raztopin z magnetitom. Kemična formula minerala je (Mn,Mg)Fe2O4 ali (Mn2+,Fe2+,Mg)(Fe3+,Mn3+)2O4, če je zapisana z oksidacijskimi števili.
Pojavlja se kot primarna faza ali kot produkt metamorfoze drugih manganovih mineralov v skladih manganovih rud. Med tipične z njim povezane minerale spadajo hausmanit, galaksit, braunit, piroluzit, koronadit, hematit in magnetit. Mineral je rahlo feromagneten. Prvič je bil opisan leta 1869 in poimenovan po rudniku Jakobsberg na Švedskem.